# Bouchetia arniatera
Bouchetia arniatera là loài thực vật có hoa trong họ Cà. Loài này được Rob. mô tả khoa học đầu tiên năm 1904.